# Austrostelis santaterezae
Austrostelis santaterezae är en biart som beskrevs av Urban 2006. Austrostelis santaterezae ingår i släktet Austrostelis och familjen buksamlarbin. Inga underarter finns listade i Catalogue of Life.